# Pseudocercospora agharkarii
Pseudocercospora agharkarii är en svampart som först beskrevs av Chidd., och fick sitt nu gällande namn av Crous & M.E. Palm 1999. Pseudocercospora agharkarii ingår i släktet Pseudocercospora och familjen Mycosphaerellaceae.   Inga underarter finns listade i Catalogue of Life.